# Engelbrecht Károly (szőlész)
Engelbrecht Károly (Bábolna, 1860. május 10. – Budapest, 1903. január 16.) magyar szőlész-borász, tanár, szakíró.

## Főbb művei
- A szőlőoltványok metszéséről, kapcsolatosan a Dezeimeris-féle metszési elmélettel. Budapest, 1895.
- Szőlő- és borgazdaság. Budapest, 1897.
- Útmutatás a szőlőmívelésre különös tekintettel a phylloxera által pusztított szőlők felújításának előmozdításáról szóló 1896: V. t.cz. végrehajtására. Szerk. Budapest, 1898.